# Zahodnofrankovsko kraljestvo
Zahodnofrankovsko kraljestvo (latinsko Regnum Francorum occidentalium) ali Zahodna Frankovska (Francia occidentalis) je ime srednjeveškega kraljestva, ki se je začelo okoli leta 843 in končalo z Verdunsko pogodbo leta 987 in prihodom dinastije Kapetingov. Zahodnofrankovsko kraljestvo je nastalo z delitvijo Karolinškega cesarstva po smrti Ludvika Pobožnega. Zahodna Frankovska se je sčasoma razvila v Francijo, njena soseda Vzhodna Frankovska pa v Kraljevino Nemčijo. 
Zahodna Frankovska je proti severu in jugu segala dlje od sodobne Francije in ne tako daleč proti vzhodu. Vanjo niso bile vključene Lorena, Burgundija, Alzacija in Provansa ter polotok Bretanja na zahodu. 
Zahodnofrankovske kralje so volili posvetni in cerkveni magnati. Med letoma 888 in 936 so se na prestolu menjavali monarhi iz Karolinške in Robertinske hiše. V tem času je moč kralja oslabela in postala bolj nominalna, saj so regionalni vojvode in plemiči postali močni v svojih delno neodvisnih regijah. Robertinci so potem, ko so postali pariški grofje in francoski vojvode, sami postali kralji in po letu 987 ustanovili Kapetinško dinastijo. Zgodovinarji ta dogajana  na splošno opredeljujejo kot postopen prehod proti Francoskemu kraljestvu. Do 13. stoletja se je izraz Regnum francorum razvil v Regnum Francia (Francosko kraljestvo), čeprav je bil demonim 'Franki' izpričan vse do 18. stoletja.

## Ustanovitev in meje
Avgusta 843, po treh letih državljanske vojne po smrti Ludvika Pobožnega 20. junija 840, so njegovi trije sinovi in dediči podpisali Verdunsko pogodbo. Najmlajši sin, Karel Plešasti, je prejel Zahodno Frankovsko. Sodobni zahodnofrankovski Annales Bertiniani opisuje Karlov prihod v Verdun, "kjer je potekala razdelitev deležev". Kronika ugotavlja, da so po podelitvi Srednje Frankovske cesarju Lotarju in Vzhodne Frankovske Ludviku Nemškemu "preostanek do Španije prepustili Karlu". Annales Fuldenses iz Vzhodne Frankovske opisujejo, da je Karel obdržal zahodni del, potem ko je bilo kraljestvo "razdeljeno na tri dele".
Ob smrti akvitanskega kralja Pipina I. decembra 838 je akvitansko plemstvo njegovega sina priznalo za akvitanskega kralja Pipina II., čeprav cesar nasledstva ni priznal. Karel Plešasti je bil v vojni s Pipinom II. od samega začetka njegove vladavine leta 840, Verdunska pogodba pa je ignorirala Pipina II. in Karlu dodelila Akvitanijo.  Karel je po več vojaških porazih junija 845 podpisal mirovno pogodbo v Benoît-sur-Loireu in priznal oblast svojega nečaka. Pogodba je veljala do 25. marca 848, ko so akvitanski baroni priznali Karla za svojega kralja. Karlova vojska je nato do leta 849 zavzela večino Akvitanije in Karel se je maja 849  v Orléansu okronal za "kralja Frankov in Akvitancev". Nadškof Venilo iz Sensa je opravil kronanje, ki je vključevalo prvo kraljevo maziljenje v Zahodni Frankovski. Zamisel o Karlovem maziljenju je morda zasluga nadškofa Hincmarja iz Reimsa, ki je sestavil nič manj kot štiri ordines (pravil) z opisi liturgij, primernih za kraljevo posvetitev. V času sinode v Quierzyju (858) je Hincmar trdil, da je bil Karel maziljen za celotno Zahodnofrankovsko kraljestvo. Z Mersenskim sporazumom leta 870 je bil zahodni del Lotaringije dodan Zahodni Frankovski. Leta 875 je bil Karel Plešasti okronan za cesarja Svetega rimskega cesarstva. 
Zadnji zapis v Annales Bertiniani je zapis za leto 882, zato so edini sodobni vir podatkov za naslednjih osemnajst let v Zahodni Frankovski Annales Vedastini. Naslednji sklop izvirnih letopisov iz Zahodnofrankovskega kraljestva so Flodoardovi letopisi, ki se začnejo z letom 919.

## Vladavina Karla Debelega
Po smrti Karlovega vnuka Karlmana II. 12. decembra 884, so zahodnofrankovski plemiči za svojega kralja izvolili njegovega strica Karla Debelega, ki je že bil kralj v Vzhodni Frankovski in Kraljevini Italiji. Za "kralja v Galiji" (rex in Gallia) je bil okronan verjetno 20. maja 885 v Grandu. Njegova vladavina je bila edino obdobje po smrti Ludvika Pobožnega, ko je bila vsa Frankovska ponovno združena pod enim vladarjem. Zdi se, da je kot kralj Zahodne Frankovske podelil kraljevi naslov in morda regalije Alanu I., napol neodvisnemu vladarju Bretanje. Njegovo ravnanje med vikinškim obleganjem Pariza leta 885–886 mu je močno okrnilo ugled. Novembra 887 se mu je uprl njegov nečak Arnulf Koroški in prevzel naslov kralja Vzhodnih Frankov. Karel se je umaknil s prestola in kmalu zatem 13. januarja 888 umrl. 
V Akvitaniji se je vojvoda Ranulf II. morda sam  razglasil za kralja, vendar je živel le še dve leti. Akvitanija ni postala samostojno kraljestvo, a je bila večinoma izven nadzora zahodnofrankovskih kraljev.
Po Karlovi smrti so plemiči za novega kralja Zahodne Frankovske izvolili Oda, grofa Pariza, in ga naslednji mesec okronali. Zahodna Frankovska je takrat obsegala Nevstrijo na zahodu in ozemlje med rekama Meuse in Sena na vzhodu. 

## Vzpon Robertincev
V  860. letih je lotarinški plemič Robert Močni kot grof Anjoujaja, Tourainea in Mainea postal zelo vplivna oseba. Karel Plešasti je Robertovemu bratu Hugu, opatu v Saint-Denisu, podelil oblast nad Avstrazijo, Robertov sin Odo pa je bil leta 888 izvoljen za kralja. Odov brat Robert I. je vladal v letih 922 in 923, njemu pa je od leta 923 do 936 sledil Rudolf Francoski. Huga Velikega, sina Roberta I., je kralj Ludvik IV.  povzdignil v "frankovskega vojvodo". Leta 987 je bil njegov sin Hugo Capet izvoljen za kralja in začela se je dinastija Kapetov. V tem trenutku je bila njihova oblast onkraj Île-de-France komaj omembe vredna. 

## Vzpon vojvod
Izven starih frankovskih ozemelj in na jugu so bili lokalni plemiči, zlasti po letu 887, ko so bile ustanovljene vojvodine Burgundija, Akvitanija, Bretanja, Gaskonja, Normandija, Šampanja in grofija Flandrija, napol neodvisni. Moč kraljev je še naprej upadala tudi zaradi njihove nesposobnosti, da se učinkovito uprejo Vikingom in se zoperstavijo regionalnim plemičem, ki jih ni več imenoval kralj, ampak so njihovi položaji postali dedni. Leta 877 se je Boso Provansalski, svak Karla Plešastega, okronal za kralja Burgundije in Provanse. Njegov sin Ludvik Slepi je bil od leta 890 kralj Provanse  in med letoma 901 in 905 cesar. Rudolf II. Burgundski je leta 933 ustanovil Burgundsko kraljestvo. 

## Karel Preprosti
Po smrti zadnjega karolinškega kralja Vzhodne Frankovske Ludvika Otroka je Lotaringija prisegla zvestobo Karlu Preprostemu, kralju Zahodne Frankovske. Po letu 911 se je vojvodina Švabska razširila proti zahodu in prisvojila Alzacijo. Balduin II. Flandrijski je po smrti Oda leta 898 postajal vse močnejši in od Karla Preprostega pridobil Boulogne in Ternois. Ozemlje pod neposredno kraljevo oblastjo se je znatno skrčilo na dežele med Normandijo in reko Loiro. Kraljevi dvor je običajno bival v Reimsu ali Laonu.
V Normandiji so se začeli naseljevati severnjaki, po letu 919 pa so v kraljestvo večkrat vdrli Madžari. Z napadalci so se zaradi šibke centralne oblasti spopadali lokalni plemiči, zlasti Rihard Burgundski in Robert Nevstrijski, ki sta leta 911 pri Chartresu premagala vikinškega voditelja Rola. Normanska grožnja se je sčasoma končala. Zadnji danegeld je bil plačan leta 924 in 926. Oba omenjena plemiča sta vse bolj nasprotovala Karlu in ga leta 922 odstavila in za novega kralja izvolila Roberta I.  Po Robertovi smrti leta 923 so plemiči  za kralja zvolili Rudolfa, Karla pa zaprli do njegove smrti leta 929. Po Karlu Preprostem so lokalni vojvode začeli kovati svoj denar. 

## Rudolf
Kralja Rudolfa sta podpirala brat Hugo Črni in Hugo Veliki, sin Roberta I.  Normandijski vojvode so zavračali priznanje Rudolfa vse do leta 933. Spoštovanje in zvestobo plemičev na jugu je moral doseči z vojsko, temu pa se je povsem izognil grof Barcelone. 
Po letu 925 je bil Rudolf vpleten v vojno proti uporniškemu Herbertu II., grofu Vermandoijskemu, ki sta ga podpirala kralja Henrik Ptičar in vzhodnofrankovski kralj Oton I. Veliki. Upor se je nadaljeval do Rudolfove smrti leta 936. 

## Ludvik IV. Prekomorski
Ob odstavitvi očeta Karla Preprostega leta 923 je imel bodoči kralj Ludvik IV. komaj tri leta. Da bi ga mati, princesa Eadgifu, zaščitila, je z njim pobegnila v Anglijo. Od tod izhaja tudi njegov vzdevek Prekomorski. 
Po smrti uzurpatorja Rudolfa je plemstvo pozvalo Ludvika IV., naj prevzame očetovo krono, ker se je balo državljanske vojne. Ozemlje pod Ludvikovo oblastjo je bilo ob vrnitvi zanemarljivo majhno, omejeno na samo nekaj mest.  
Ludvika IV. je po smrti leta 954 nasledil sin Lotar.

## Zadnja Karolinga: Lotar in Ludvik V.
13-letni kralj Lotar je leta 954 podedoval vse očetove domene. Ozemlje kraljestva je bilo takrat tako majhno, da se karolinška praksa delitve ozemlja med sinove ni upoštevala in je celo kraljestvo podedoval on, brat Karel pa ni dobil ničesar. Lotar se je leta 966 poročil z Emo, pastorko svojega strica Otona I. po materini strani, in kljub temu avgusta 978 staro cesarsko prestolnico Aachen. Oton II. se je za napad maščeval z napadom na Pariz, vendar so ga združene sile kralja Lotarja in plemičev premagale. Leta 980 je bil podpisan mirovni sporazum, ki je končal nekaj časa prekinil francosko-nemško vojno. 
Lotarju je uspelo povečati svojo moč, vendar se je s polnoletnostjo Huga Capeta to obrnilo. Hugo je začel sklepati nova zavezništva in bil nazadnje leta 987 izvoljen za kralja, potem ko sta Lotar in njegov sin in naslednik Ludvik V.  prezgodaj umrla. Njuna smrt tradicionalno označuje konec francoske veje Karolinške dinastije in konec Zahodne Frankovske kot kraljestva. Hugo Capet je bil prvi vladar nove kraljeve hiše Kapetingov, ki je vladala Franciji v visokem srednjem veku.

## Seznam kraljev
- Karel Plešasti (843–877)
- Ludvik Jecljavi (877–879)
- Ludvik III. (879–882)
- Karlman II. (882–884)
- Karel Debeli (885–888), kralj Vzhodne Frankovske in cesar
- Odo  (888–898)
- Karel Preprosti (898–922)
- Robert I. (922–923)
- Rudolf  (923–936)
- Ludvik IV.  (936–954)
- Lotar (954–986)
- Ludvik V. (986–987)